# Jean-Louis Gibert des Molières
Jean-Louis Gibert des Molières (26 juillet 1746, Paris - 2 janvier 1799, Cayenne), est un magistrat et homme politique français.

## Biographie
Il appartenait à une famille de jurisconsultes, d'historiens et d'hommes de lettres issue de la Provence, et était fils de Joseph-Balthazar Gibert (1711-1771), auteur d'importants ouvrages d'érudition. Après avoir été directeur du contentieux à l'administration des domaines, Gibert-Desmolières se trouvait, à l'époque de la Révolution, un des administrateurs généraux de cette régie. 
Élu, le 28 vendémiaire an IV (20 octobre 1795), député de la Seine au Conseil des Cinq-Cents, il s'y fit d'abord remarquer par ses connaissances économiques et financières, parla sur le paiement en numéraire des droits de douane, formula un projet pour ouvrir un emprunt viager en forme de tontine, fit autoriser les parents d'émigrés à vendre une partie de leurs biens pour l'acquit de l'emprunt forcé, fut élu secrétaire de l'assemblée, discuta le projet relatif à la contribution foncière, parla sur le paiement des biens nationaux, sur les monnaies, sur la répartition des contributions personnelle et mobilière, etc. 
Mais l'ardeur qu'il mit à combattre la plupart des mesures fiscales proposées par le Directoire autant que les sympathies qu'il manifesta pour le parti de la contre-révolution, rendirent Gibert-Desmolières des plus suspects au gouvernement. Les projets, très nombreux, qu'il soumît au Conseil des Cinq-Cents, furent l'objet d'attaques très vives qui ne le découragèrent pas. Il habitait rue de Clichy, et c'est chez lui que se réunissaient les députés royalistes, hostiles au Directoire et à Bonaparte; d'où leur nom de « clichyens ». 
Un agent royaliste, dans un rapport à Louis XVIII, d'octobre 1797, les appelle « un tas d'avocats infatués de leur importance ». Aussi, lors des événements du 18 fructidor an V (4 septembre 1797), Gibert-Desmolières se vit-il inscrit sur la liste des déportés. Arrêté à Villiers près de Paris, chez sa sœur, où il s'était réfugié, il fut transféré au Temple, et de là dirigé sur Royan, d'où on l'embarqua pour la Guyane. Il arriva à Cayenne le 9 juin 1798, obtint de ne pas être condamné, comme plusieurs de ses co-déportés, au séjour au village de Sinnamari, réussit à louer, à trois lieues de Cayenne, une sorte de métairie où il se fixa, et employa à des essais d'exploitation agricole ce qui lui restait de sa fortune. 
Il succomba, le 2 janvier 1799, aux suites de l'imprudence qu'il fit en se baignant, entre deux accès de fièvre, dans une rivière dont l'eau était très froide.

## Sources
- « Jean-Louis Gibert des Molières », dans Adolphe Robert et Gaston Cougny, Dictionnaire des parlementaires français, Edgar Bourloton, 1889-1891 [détail de l’édition]